# برنيس روبنسون (منافسة ألعاب القوى)
برنيس روبنسون (بالإنجليزية: Bernice Robinson)‏ هي منافسة ألعاب القوى أمريكية، ولدت في 28 فبراير 1927 في شيكاغو في الولايات المتحدة.

## وصلات خارجية
- برنيس روبنسون على موقع أوليمبيديا (الإنجليزية)